# Barcial de la Loma
Barcial de la Loma település Spanyolországban, Valladolid tartományban.  Lakosainak száma 100 fő (2024).

## Népesség
A település lakosságának változását az alábbi diagram mutatja:
| Lakosok száma | 160  | 151  | 138  | 136  | 124  | 112  | 99   | 92   | 96   | 100  |
|               | 2001 | 2004 | 2007 | 2009 | 2012 | 2014 | 2017 | 2019 | 2022 | 2024 |